# Bongor
Bongor (em árabe: بونقور‎) é uma cidade no Chade capital da região de Mayo-Kebbi Est. Em 2009, tinha uma população de 44 578 habitantes.

## Cidades geminadas
Bongor é uma cidade geminada de:
 Gandia, Espanha